# Нясиярви
Ня́сиярви (фин. Näsijärvi) — озеро на юго-западе Финляндии, крупнейшее в регионе Тампере. Площадь озера составляет 256 км², глубина — до 58 м. Озеро имеет сток на юг, в озеро Пюхяярви. Нясиярви зарегулировано плотиной. По нему осуществляются судоходство и транспортировка леса.

## География
После отступления покровного оледенения около 9000 лет назад котловина озера Ня́сиярви была занята заливом Анциллового озера, окончательное обособление от Балтийского бассейна произошло около 8 000 лет назад. Первоначально сток из озера осуществлялся в северном направлении, по долине современной реки Лапуанйоки. Порог стока находился в районе озера Sapsalampi у города Алавус. Современный канал стока через реку Таммеркоски образовался около 6700 лет назад.
Нясиярви разделено на три крупных водных района: Нясиселькя, Кольёнселькя и Ванкавеси. Южная часть озера — открытые широкие воды и малочисленные острова, в северной части островов больше. Берега Нясиярви высокие, береговая линия извилистая. На берегах растут хвойные леса, вода в озере слегка окрашена примесью гумуса, но в целом прозрачная.
Между Нясиярви на севере и Пюхяярви на юге расположен город Тампере. Так как уровни этих озёр различаются на 18 метров, между ними протекает река Таммеркоски длиной 945 метров.

## Развлечения
В течение зимы, обычно в феврале и марте, Нясиярви полностью замерзает. В этот период озеро — популярное место для занятий скандинавской ходьбой, лыжными и пешими прогулками. В числе прочих островов на озере находится небольшой скалистый остров с маяком — наиболее популярное направление походов. В остальное время по воде курсируют круизные суда. Также Нясиярви — одно из самых популярных озёр в стране среди любителей спортивной рыбалки.